# Amund Dietzel
Amund Dietzel, né le 28 février 1891 à Christiania (Oslo) et mort le 9 février 1974, est un artiste tatoueur américain d'origine norvégienne.

## Biographie
Amund Dietzel est né le 28 février 1891 à Christiania en Norvège.
En 1905 après la mort de son père il s'engage avec son frère Wilhem dans la marine marchande. Le 7 juillet 1906 il embarque à bord du Sarepta. Ses enfants ont rapporté au tatoueur et écrivain Jon Reiter que le Sarepta s'était échoué dans les Indes orientales et que l'équipage fut forcé de se nourrir de patates douces pendant plusieurs semaines. Ils racontent également qu'il n'en mangerait plus jamais. Cette histoire  n'est cependant pas vérifiée par les archives nationales de Norvège.
Il s'engage ensuite sur l'Augusta, navire commercial transatlantique. C'est durant ces longues traversées qu'Amund Dietzel commence à tatouer. L'Augusta sombre un jour de mauvais temps et Amund Dietzel décide de rester au Canada. Après plusieurs mois dans un camp de bucherons, il décide de rejoindre les États-Unis avec deux amis. Ils vont s'installer à New Haven. C'est là qu'Amund Dietzel commence à tatouer pour gagner sa vie. Il y rencontre William Grimshaw, un tatoueur anglais. Ils sont amis et travaillent ensemble dans plusieurs lieux mais aussi sur les routes pour offrir leurs services dans les foires et les cirques.
À partir de 1912 sa carrière de tatoueur s’intensifie. Mais c'est avec la Première Guerre mondiale qu'elle connait une très forte croissance.
Si l'entre deux guerres est une période de vaches maigres, l'attaque de Pearl Harbor lui donne l'occasion de reprendre un commerce à Plankinton. Il embauche trois artistes, chacun travaillant 12 heures par jour.
Après la guerre, c'est le déclin du commerce ; il retourne à Milwaukee. En 1947, il rend visite à sa famille en Norvège avec sa femme Elsie ; il y retrouve sa mère après 40 ans de séparation.
Au début des années 1960, il reprend une dernière boutique avec Gib 'Tatts' Thomas au 340 Wells Street. Mais le 21 septembre 1966 le tatouage est interdit à Milwaukee. Amund est trop vieux pour s'installer dans une autre ville. Il meurt le 9 février 1974.